# Edgar Quinet (1911)

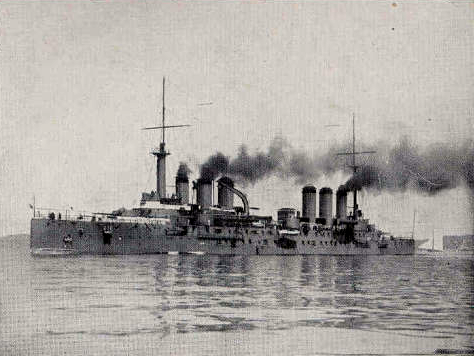
"Едгар Кіне" у 1913 році

'«Едгар Кінé» (фр. Edgar Quinet) - броненосний крейсер Військово-морських сил Франції, головний корабель однойменного типу. Він та його однотипний крейсер, Вальдек-Руссо, були останнім типом французьких броньованих крейсерів. «Едгар Кіне»  заклали у грудні 1905, спустили на воду у вересні 1907, і завершили у січні 1911. Озброєний 14-ма 194 міліметровими гарматами головного калібру, крейсер був сильніший за більшість представників відповідного класу кораблів. Втім, він увійшов у стрій більш як за два роки, після того, як поява першого лінійного крейсера— «Інвінсібл»— зробила весь клас броненосних крейсерів морально застарілими.
Після початку Першої світової війни в серпні 1914 року «Едгар Кіне»  брав участь у полюванні на німецький лінійний крейсер "Гебен", а потім приєднався до блокади австро-угорського флоту на Адріатиці. Він брав участь у битві при Антіаварі (сучасний Бар) пізніше в серпні та захопленні Корфу в січні 1916 року, після чого не залучався до бойових дій. У 1922 році крейсер евакуював понад тисячу мирних жителів з Смірни на завершальних стадіях  греко-турецької війни . Перетворений на навчальний корабель у середині 1920-х,  «Едгар Кіне»  4 січня 1930 р. налетів на скелі біля узбережжя Алжиру і затонув через п’ять днів.